# Jus primae noctis (film)
Pour les articles homonymes, voir Jus primae noctis.
Pour plus de détails, voir Fiche technique et Distribution.
Jus primae noctis est un film italien de 1972 réalisé par Pasquale Festa Campanile,.

## Synopsis
Ariberto de Ficulle est un noble qui est entré en possession d'un petit domaine féodal en épousant la laide Matilde Montefiascone. Dominant dans le village et se battant constamment avec Gandolfo, Ariberto, non satisfait, restaure le droit de cuissage (jus primae noctis).

## Fiche technique
- Titre original : Jus primae noctis
- Réalisation :	Pasquale Festa Campanile
- Sujet : Ugo Liberatore
- Scénario : Pasquale Festa Campanile, Ottavio Jemma, Luigi Malerba
- Photographie : Silvano Ippoliti
- Montage : Nino Baragli
- Musique : Riz Ortolani
- Société de production : Clesi Cinematografica
- Pays de production :  Italie
- Langue originale : italien
- Durée : 109 min
- Genre : Comédie érotique italienne
- Date de sortie : 
  - Italie : 8 septembre 1972

## Distribution
- Lando Buzzanca : Ariberto da Ficulle
- Renzo Montagnani : Gandolfo
- Marilù Tolo : Venerata
- Felice Andreasi : frère Puccio
- Toni Ucci : Guidone
- Paolo Stoppa : pape
- Gino Pernice : Marculfo
- Ely Galleani : Beata
- Alberto Sorrentino : un frère
- Giancarlo Cobelli : Curiale
- Ignazio Leone
- Clara Colosimo